# Stein Mehren
Stein Mehren (Oslo, 1935. május 16. – Oslo, 2017. július 28.) norvég költő, író, esszéíró.

## Művei
Verseskötetek
- Gjennom stillheten en natt (1960)
- Hildring i speil (1961)
- Alene med en himmel (1962)
- Mot en verden av lys (1963)
- Gobelin Europa (1965)
- Tids Alder (1966)
- Vind Runer (1967)
- Dikt for enhver som våger (1973)
- Menneske bære ditt bilde frem (1975)
- Det opprinnelige landskapet (1976)
- Det trettende stjernebilde (1977)
- Vintersolhverv (1979)
- Den usynlige regnbuen (1981)
- Samlede dikt 1960-1967 (1982)
- Timenes time (1983)
- Corona. Formørkelsen og dens lys (1986)
- Fortapt i verden. Syngende (1989)
- Det andre lyset (1989)
- Skjul og forvandling (1990)
- Nattsol (1992)
- Dikt i bilder (1993)
- Evighet, vårt flyktigste stoff (1994)
- Hotel Memory (1999)
- Kjærlighetsdikt (1999)
- Nattmaskin (1999)
- Utvalgte dikt (1999)
- Ark (2000)
- Den siste ildlender (2003)
- Samlede dikt 1973-1979 (2004)
- Imperiet lukker seg (2004)
- Anrop fra en moerk stjerne (2006)

Regények
- De utydelige. En europeisk roman (1972)
- Den store frigjøringen eller hva som hendte meg på siste sommerseminarium en dag jeg forsøkte å krype ut av sangkassen min (1973)
- Titánok (Titanene : en europeisk roman) (1975); ford. G. Beke Margit
- De utydelige : en europeisk roman - 2. omarbeidede utg (1975)

Drámák
- Narren og Hans hertug, eller Stykket om fløytespilleren Hans van Nicklashausen og hans møte med stratenplyndrerne (1968)
- Den store søndagsfrokosten (1976)

Esszék
- Samtidsmuseet og andre tekster (1966)
- Maskinen og menneskekroppen - en pastorale (1970)
- Kunstens vilkår og den nye puritanismen (1974)
- En rytter til fots. Åpent brev til kulturister av alle slag (1975)
- Myten og den irrasjonelle fornuft (1977)
- 50 60 70 80 (1980)
- Her har du mitt liv (1984)
- Vår tids bilde som entropi og visjon. 5 postmoderne essays (1987)
- Det forseglede budskap. Et essay om jeg-dannelse i lys av postmodernisme, mystikk og kjønnsroller (1992)

Egyéb művek
- Aurora det niende mørke (1969, versek és próza)
- Kongespillet - avviklingen av en myte (1971, versek és próza)
- Galakse (1982)
- Arne Nordheim. Og alt skal synge (1991)
- Ord av Stein Mehren (2001)

## Magyarul
- Titánok. Európai regény; ford. G. Beke Margit, utószó Kúnos László; Európa, Bp., 1984 (Modern könyvtár)

## Díjai
- Dobloug-díj (1971)
- Fritt Ord-díj (1979)
- Gyldendal-díj (2004)